# محمد حقي النازلي
محمد حَقِّي النازِلّي (بالتركية: Muhammed Hakkı Nâzillilî)‏ فقيه حنفي صوفي من علماء آيْدين (مدينة تقع جنوب غرب تركيا حالياً)، اشتهر بكتابه (خزينة الأسرار).

## اسمه
هو: محمد حَقِّي بن علي بن إبراهيم النَّازِلّي الكوز حِصاري.

## نسبته
نُسب إلى بلدة كوزل حِصار (بالتركية: Güzelhisar)‏ بمنطقة نَّازِلّي في مدينة آيْدين.

## دراسته
درس في مسقط رأسه لمدة سبع أو ثمان سنوات، ثم ذهب إلى القاهرة ودرس في الأزهر لسنوات عديدة. والتقى بالعديد من العلماء في المدينة المنورة عندما ذهب للحج.

## مؤلفاته
من تصانيفه:
- خزينة الأسرار جليلة الأذكار. (له نسختين: صغرى وكبرى)
- تفهيم الإخوان تجويد القرآن.
- حياة الأبرار نجاة الأخيار.
- طب القرآن حب الرحمن.
- أسباب القوة من إحسان القدرة في أدب الأكل والشرب.
- أحكام المذاهب في أطوار اللحى والشوارب.
- تنبيه الرسول على تقصير الذيول.
- مفاتيح الغيوب معارف القلوب.
- مفزع الخلائق منبع الحقائق.
- السنوحات المكية والفتوحات الحقية في آداب الكسب والتجارة.
- البدور المسفرة من وجوه الأحاديث الواردة في اتساع المغفرة.
- نصرة الجنود عن الشهود والأحاديث الواردة في الجهاد وما أشبه ذلك.

## وفاته
توفي بمكة في ذي الحجة سنة 1301 هـ / 1884 م.